# 江村父子进士坊
江村父子进士坊位于安徽省宣城市旌德县白地镇江村老街，是江村众多牌坊中仅存的一座。
江村父子进士坊包括父坊和子坊，父坊建于明弘治元年（1488年），表彰金鰲江氏的第48代，成化壬辰科（1472年）進士、湖廣宝庆府知府江汉；子坊建于明弘治十八年（1505），表彰金鰲江氏第49代、弘治末進士、兵備副使江文敏而立，一面书写“青云直上”，一面刻“金榜传芳”。
1966年文化大革命时，江村父子进士坊由于紧挨民房，而未被炸毁，得以幸存下来。1998年5月，江村父子进士坊被公布为安徽省文物保护单位。2006年作为江村古建筑群的子项目列为第六批全国重点文物保护单位。